# Anastasio Somoza García
Anastasio Somoza García (ur. 1 lutego 1896 w San Marcos, zm. 29 września 1956 w Strefie Kanału Panamskiego) – nikaraguański polityk i generał, od 1933 naczelny dowódca armii nikaraguańskiej – Gwardii Narodowej – którą wykorzystywał do umocnienia własnej pozycji politycznej. Od 1936 roku aż do śmierci proamerykański i ultraprawicowy dyktator Nikaragui, twórca represyjnego reżimu, który panował w Nikaragui do 1979 kontynuowany przez członków założonej przez niego dynastii politycznej; przywłaszczył sobie ogromną część majątku narodowego.

## Życiorys

### Młodość w USA

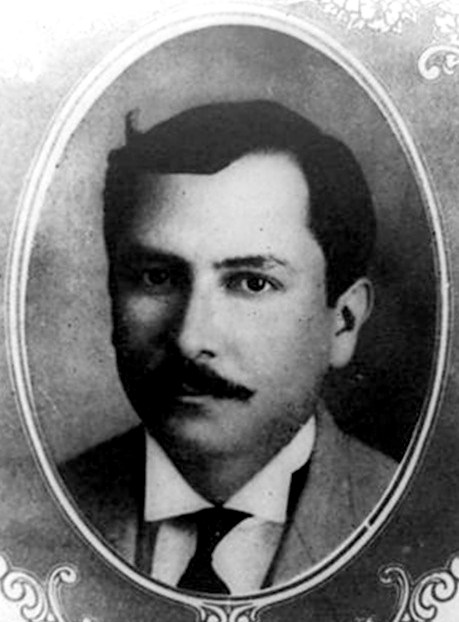
Adolfo Díaz – dwukrotny prezydent Nikaragui w którego zwalczanie zaangażował się Somoza podczas powstania liberałów

Urodził się w 1896 lub 1900 roku. Pochodził z rodziny średnio zamożnych plantatorów kawy wywodzącej się z tradycyjnie konserwatywnego regionu koło Granady. Jego przodkiem był słynny nikaraguański bandyta i rewolucjonista działający latach 40. XVIII wieku – Siete Pañuelos. O jego dzieciństwie i wczesnej młodości niewiele wiadomo. Początkowo studiował na Instituto Nacional del Oriente, następnie wysłano go do Stanów Zjednoczonych gdzie ukończył Pierce Business School w Filadelfii. Ukończywszy tę uczelnię czasowo osiadł w USA. Pracował jako sprzedawca samochodów i kontroler toalet, przypisywano mu również uprawianie procederu fałszerza. W 1919 ożenił się z Salvadorą Debayle, członkinią jednej z najważniejszych rodzin arystokratycznych w Nikaragui, która odgrywała istotną rolę w Nikaraguańskiej Partii Liberalnej (PLN) (jeden z jej przywódców – Juan Bautista Sacasa – był wujem Salvadory Debayle).

### Antyrządowy powstaniec

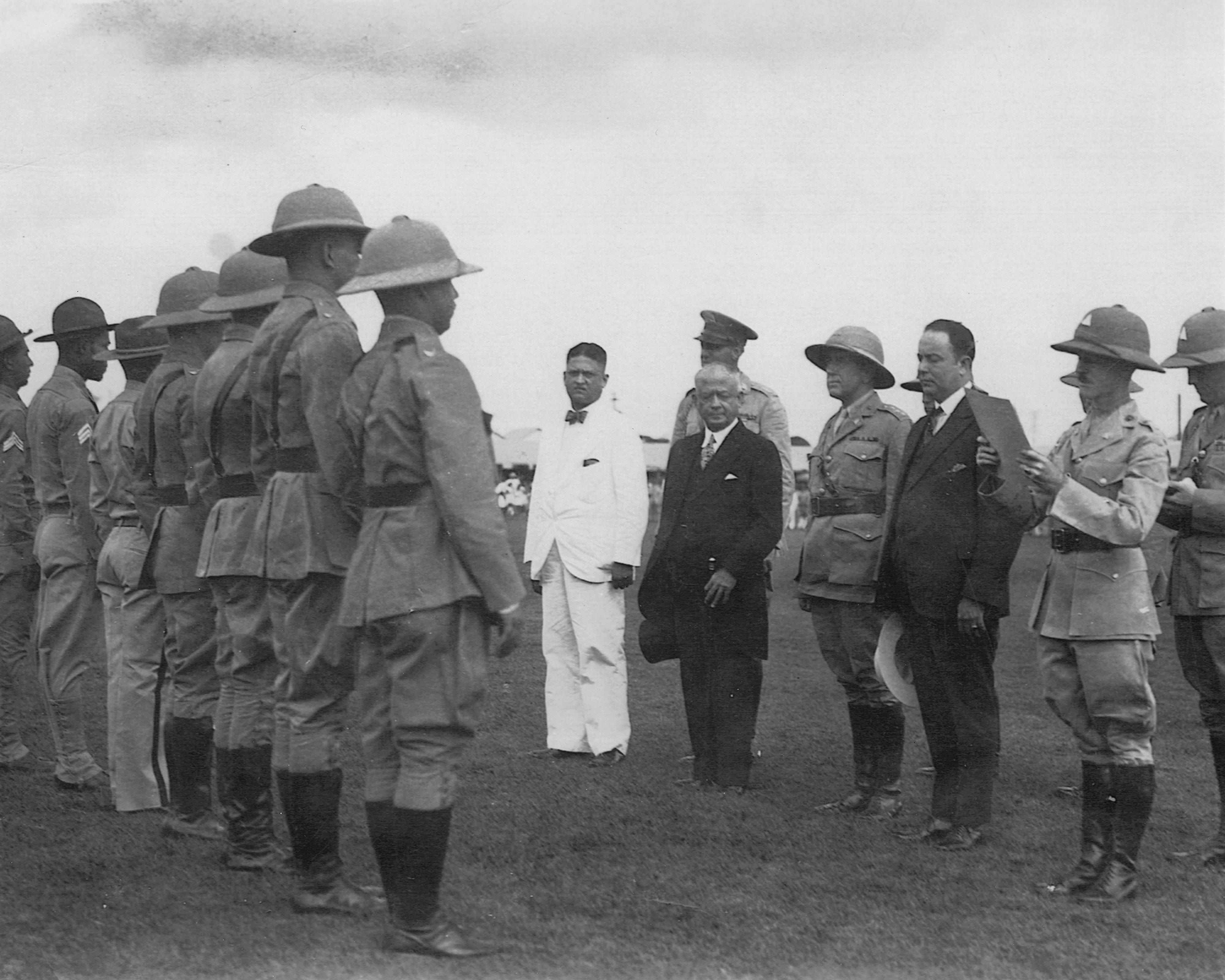
José María Moncada Tapia i Anastasio Somoza García w 1930

Od 1912 w Nikaragui trwał konflikt polityczny spowodowany powstaniem liberałów i interwencją wojsk amerykańskich wezwanych przez proamerykańskiego prezydenta Adolfo Díaza. W 1926 Somoza powrócił do Nikaragui gdzie wziął czynny udział w życiu politycznym. Przyłączył się do powstania liberałów dowodzonego przez generała José Maríi Moncady Tapii oraz Juana Bautisty Sacasy. W tym samym roku wraz z innymi działaczami PLN przyczynił się do obalenia prezydenta Adolfo Díaza za co otrzymał stopień generała. We wczesnych latach swojej kariery politycznej piastował funkcje m.in. ministra spraw zagranicznych, gubernatora departamentu León oraz konsula w Kostaryce. Po wielu latach konfliktu doszło do porozumienia pod auspicjami Stanów Zjednoczonych. Ustalono, że Díaz pozostanie prezydentem do czasu wyborów powszechnych, liberałowie uzyskają własne przedstawicielstwo w rządzie a obie strony dokonają rozbrojenia. Nową armią nikaraguańską miała stać się dwupartyjna Guardia Nacional (pol. Gwardia Narodowa), którą miało kontrolować USA. Po wycofaniu się wojsk amerykańskich z Nikaragui stanowisko dowódcy Gwardii objął Anastasio Somoza García, który w trakcie prezydentury José Maríi Moncady został podsekretarzem spraw zagranicznych oraz równocześnie łącznikiem między nikaraguańskimi władzami a siłami interwencyjnymi Stanów Zjednoczonych. Decyzja ta spotkała się z dużym poparciem społecznym.

### Starcie z Sandino

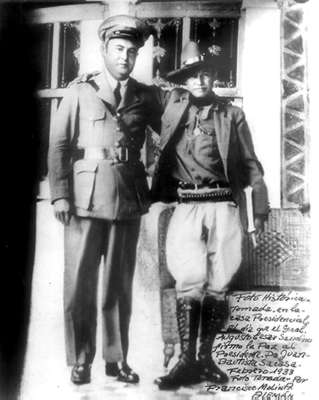
Anastasio Somoza i Augusto Sandino w lutym 1933

Po opuszczeniu Nikaragui przez Amerykanów Somoza przystąpił do opracowywania planu obalenia rządu Juana Bautisty Sacasy oraz do działań mających na celu wyeliminowanie Augusto Sandino – przywódcy antyamerykańskiej partyzantki – który prowadził walki partyzanckie na północy kraju. Wbrew prezydentowi dążącemu do układu pokojowego, Somoza starał się rozwiązać konflikt przemocą. Rozbudował do rekordowych rozmiarów Gwardię Narodową i przeciągnął na swoją stronę wielu pracowników politycznych umieszczonych przez Sacasę w Gwardii w celu szpiegowania generała. W 1933 roku Sandino wyraził chęć przybycia do Managui w celu uczestnictwa w rozmowach pokojowych. Przyleciawszy do nikaraguańskiej stolicy, wyraził zgodę na układ według którego jego rebelianci mieli oddać Gwardii Narodowej całą swoją broń w zamian za pozwolenie na kontrolowanie małego północnonikaraguańskiego terenu i utrzymywanie tam 100-osobowej jednostki. Szybko jednak złamał ugodę – oddał armii Somozy strzelby i amunicję zdolną do uzbrojenia tylko 50 żołnierzy podczas gdy dowodził 3 000 powstańców. Sacasa przymknął na to oko, Somoza natomiast zorganizował inwigilację na szeroką skalę, której celem było obejmowanie każdą osobę w różnorakiej skali powiązanej z Sandino. Zakładał tajne podsłuchy telefoniczne i przechwytywał pocztę. W celu sprowokowania zamieszek represjonował stuosobową jednostkę sandinistów określoną w traktacie pokojowym. Sandiniści byli umieszczani w więzieniu pod wieloma zarzutami tworzonymi przez Somozę i jego podkomendnych.
Sandino wystosowywał telegramy ostrzegawcze do prezydenta w celu uwidocznienia mu niebezpieczeństwa postaci Somozy. Sandino poinformował Sacasę o postępowaniu Gwardii i przestrzegał go, że Somoza w niedługim czasie zdolny jest do przeprowadzenia puczu. Niespełna w osiem miesięcy po objęciu przez Sacasę urzędu prezydenckiego w stolicy doszło do serii eksplozji, które wywołały znaczne poruszenie w rządzie Nikaragui. W obawie przed następnymi atakami nieznanego całkowicie sprawcy Sacasa ogłosił stan wyjątkowy, m.in. umieszczając w więzieniu oficerów wojskowych wywodzących się z Partii Konserwatywnej, co gorliwie zaaprobował Somoza, będący jej zagorzałym wrogiem. Dopóki stan wyjątkowy trwał, Gwardia Narodowa de facto sprawowała kontrolę nad całym krajem. Somoza nie zdecydował się wykorzystać tego w celu obalenia rządu, lecz usiłował udowodnić, że Sandino dążył do przeprowadzenia zamachu stanu. Na poparcie oskarżeń, sprezentował odnalezioną przez Gwardię całą broń nieprzekazaną w ramach traktatu pokojowego. Sandino z kolei zarzucił Gwardii jej niezgodność z konstytucją i fakt utworzenia jej przez Stany Zjednoczone. Raz jeszcze Sacasa postanowił w sposób bezkrwawy rozwiązać konflikt i przysiągł przekazanie kontroli polityczno-militarnej nad północnonikaraguańskimi prowincjami sandinistowskiemu generałowi Horace Portocarrero. O ile stronnicy Sandino przystali na to, o tyle rozgniewany Somoza ostrzegł prezydenta przed reakcją Gwardii Narodowej. Generał sam przystąpił do brutalnej i ostatecznej rozprawy z Sandino, który został rozstrzelany wraz z dwoma innymi liderami ruchu partyzanckiego. Po zabójstwie generał przystąpił do ostatecznego zdławienia rewolucji sandinistowskiej, wydając rozkaz wybicia mieszkańców obozu sandinistów w północnej Nikaragui. Z masakry uszło z życiem jedynie kilku zwolenników ruchu.

### Walka z Sacasą

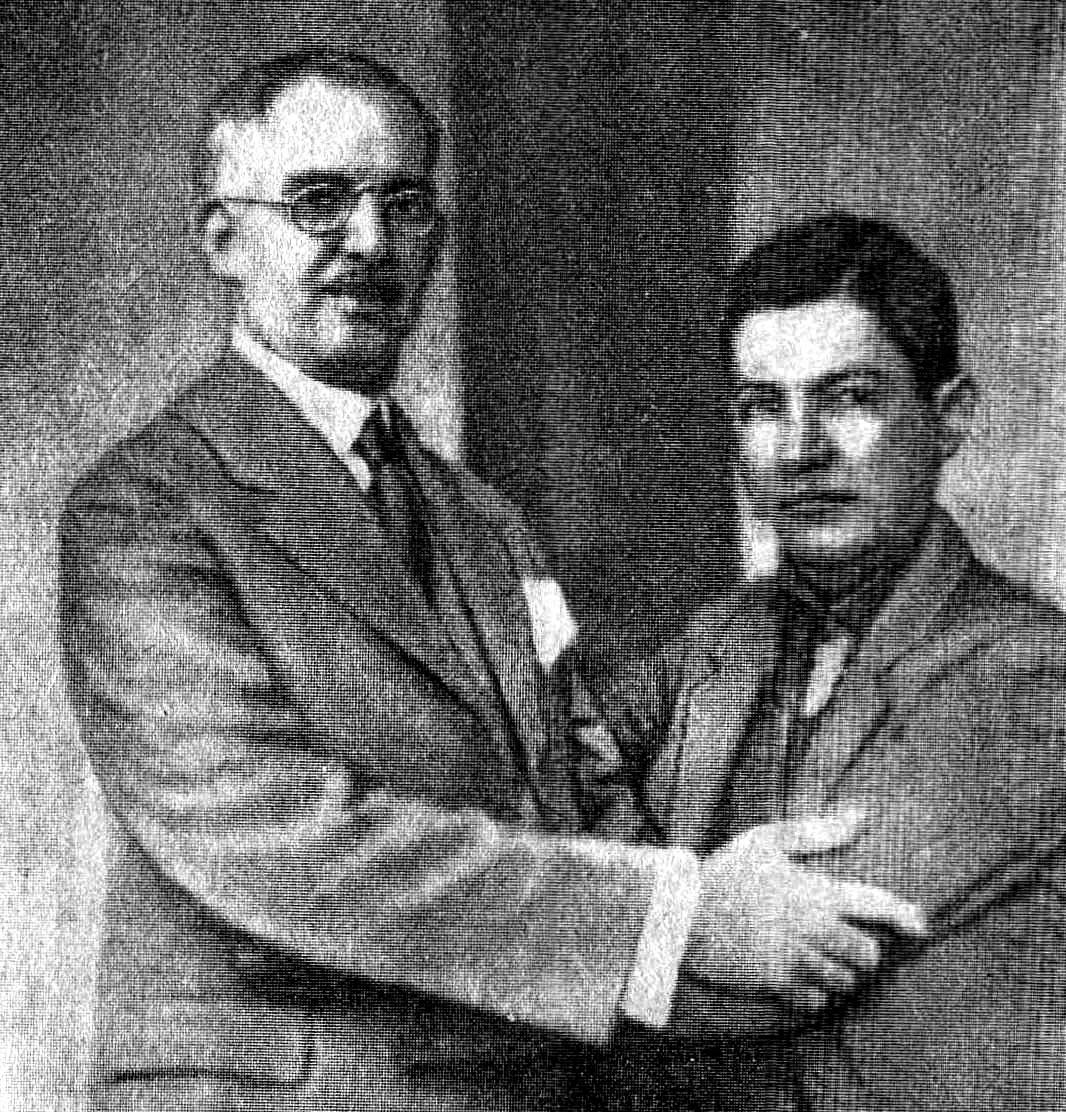
Juan Bautista Sacasa i Augusto Sandino – najwięksi rywale Somozy

Skutkiem zamordowania Sandino było zażądanie przez Sacasę złożenia przysięgi wierności od wszystkich oficerów. Sacasa zapowiedział ukaranie sprawców zabójstwa. Oficjalnie Somoza zgodził się na te warunki, rozpoczynając nawet śledztwo w tej sprawie, rozpuszczał jednak pogłoski z których wynikało, że morderstwo miało zostać życzliwie przyjęte przez Stany Zjednoczone a on sam odpowiadał za tę zbrodnię mając na celu działanie w najlepszym interesie Nikaragui. Wywierał presję na niektórych liberalnych kongresmenów pragnąc stopować projekty legislacyjne administracji Sacasy. W ten sposób zmniejszył pozycję polityczną prezydenta, po czym idąc za ciosem publicznie przyznał się do zlecenia zabójstwa Sandino, zarzekając się, że sprawcom morderstwa należy się prawo do skorzystania z ułaskawienia. Ryzykując w ten sposób sprawił, że Kongres przystał a także przegłosował ułaskawienie po wecie wystosowanym przez Sacasę. Coraz potężniejszy Somoza ogłosił swój zamiar kandydowania w wyborach prezydenckich w 1936. Ówczesny prezydent zabiegał o poparcie w Kongresie, zamiast jak mu doradzano, usunąć niesfornego generała ze stanowiska.
12 września 1934 w Managui powtórzyły się ataki bombowe, które zgodnie utwierdziły Sacasę i Somozę na stanowisku, że stoją za nimi spiskowcy dążący do przeprowadzenia zamachu stanu. Prawdziwym sprawcą okazał się podporucznik Juan López. Wysadził on Campo del Marte w ramach prywatnej zemsty na koszarowym kwatermistrzu. Somoza zadbał, by wydano na tego zamachowca wyrok śmierci, lecz Sacasa w celu zademonstrowania ważności statusu prezydenckiego zamienił karę na dożywocie. W odpowiedzi na to generał ponownie przeciągał na swoją stronę liberalnych kongresmenów a kiedy prezydent chciał amnestionować Juana Lópeza, Somoza zorganizował manifestację swoich żołnierzy. Urządził paradę wojskową przed Palacio Nacional. Kongres zareagował na to uchyleniem amnestii, co nie pozbawiło Sacasy chęci do uniezależnienia się od Somozy. Usiłował stworzyć policję odmienną od Gwardii Narodowej i podlegającej wyłącznie prezydentowi. Porzucił jednak ten plan gdy Somoza zagroził otwartym buntem.
Żona Sacasy – María Argüello Manning – również usiłowała pokonać Somozę w rozgrywkach politycznych. W imieniu męża zainicjowała intrygę, która miała strącić z piedestału dowódcę Gwardii Narodowej. Próbowała włączyć do niej Amerykanów, uświadamiając im fakt stworzenia przez nich samych Gwardii i wyniesienie na stanowisko prezydenta Juana Sacasę, spotkała się jednak z odmową Amerykanów którzy wyparli się jakiejkolwiek odpowiedzialności za działania Somozy oraz jego armii. Inną postawę przyjęli przyjaciele nikaraguańskiej pierwszej damy w Salwadorze i Hondurasie którzy obiecali jej pomóc na drodze interwencji wojskowej. Początkowo Stany Zjednoczone storpedowały te plany, wyrażając dezaprobatę obu krajom, lecz jednocześnie próbowały przekonać Somozę do wycofania swej kandydatury w zamian za pozostanie na stanowisku dowódcy Gwardii. Wprawdzie podpisał odpowiednie porozumienie, lecz w Nikaragui zorganizował swoich stronników do zamanifestowania niezadowoleń z powodu porozumienia.

### Przewrót wojskowy

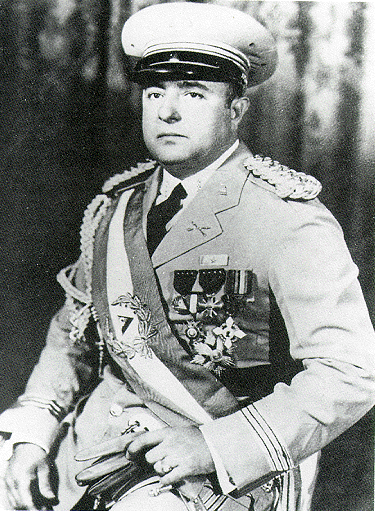
Anastasio Somoza w 1936

Tymczasem Managua przeżywała kryzys związany z deficytem benzyny który doprowadził do wybuchu strajku kierowców, co zapoczątkowało serię wystąpień przeciwko rządowi. Prezydent nakazał Gwardii uśmierzenie niepokojów zezwalając na użycie broni w skrajnej sytuacji, lecz Somoza najpierw zadbał o poinformowanie managuańskiego społeczeństwa o ostatniej treści rozkazu. Zamiast rozbicia strajku spotykał się ze strajkującymi obiecując im kontrolowane przez Gwardię sprawiedliwe wydzielanie ograniczonych dostaw benzyny dla każdego, czym pozyskał sobie szeroką sympatię wśród Managuańczyków. Usatysfakcjonowani strajkujący rozeszli się a Somoza – według Shelley Klein – zyskał wizerunek wielkiego rozjemcy, gotowego nadstawić karku w obronie zwykłych ludzi w przeciwieństwie do Sacasy, który chciał stłumić strajk siłą, po czym przystąpił do zwiększenia potęgi Gwardii przy pomocy grupy młodych faszystów. Uzbroił bojówki o nazwie Camisas Azules (pol. Niebieskie koszule) stanowiące nikaraguańskie nawiązanie do podobnych formacji w Niemczech (brunatne koszule Adolfa Hitlera) i we Włoszech (czarne koszule Benito Mussoliniego). Somoza wykorzystał niebieskie koszule do aranżacji zamieszek w wielu miastach, dławionych przez Gwardię. Głosząc oficjalnie, że usiłuje przywrócić prawo i stabilizację, narzucał wojskową kontrolę na urzędników miejscowych rządów. Zapewniło mu to stopniowe zagrabianie władzy w swoje ręce, po którym wbrew zawartemu ze Stanami Zjednoczonymi porozumieniu postanowił wystartować w wyborach prezydenckich w 1936.

### Przejęcie władzy
Konstytucja zabraniała oficerom w służbie czynnej ubiegania się o funkcję prezydenta, toteż podjął decyzję o zamachu stanu. Wydał ataku na fort Asocaco w León stanowiący jeden z kluczowych bastionów Sacasy. W trakcie trwających tam walk Somoza uderzył na pałac prezydenta w Managui. 2 czerwca 1936 Sacasa kazał poddać się swoim zwolennikom broniącym León. Odrzucił propozycję Somozy, by do końca kadencji sprawował urząd prezydenta, wyjechał natomiast 4 dni później z kraju, znajdując azyl w Salwadorze. Somoza zrezygnował ze stanowiska dowódcy Gwardii Narodowej, aby konstytucja pozostała nienaruszona. Przesunął termin wyborów na grudzień. Oficjalny komunikat głosił, że opozycja zdobyła tylko 169 głosów, podczas gdy Somoza – 79 000. 1 stycznia 1937 objął urząd prezydenta Nikaragui. Prezydenturę rozpoczął od masakry komunistycznej opozycji w kraju. Na tym stanowisku nie zawahał się objąć dodatkowo znowu funkcji szefa nikaraguańskiej armii, dzięki czemu skupił w swoich rękach ogół władzy polityczno-militarnej w kraju. Gwardia Narodowa była armią elitarną, świetnie wyszkoloną i wyposażoną, a poza nią nie istniały w kraju żadne inne formacje wojskowe. Wykonywała ona także obowiązki policji, prowadziła więzienia, kontrolowała wydawanie licencji i zarządzała jedyną radiostacją o ogólnopaństwowym zasięgu. Somoza przejął koleje, pocztę i służbę celną i podniósł pensje żołnierzom, dzięki czemu stali się oni najwięcej zarabiającymi ludźmi w Nikaragui po wliczeniu w ich dochody otrzymywanych przezeń łapówek. Ministrem edukacji w jego rządzie został przywódca niebieskich koszul.

### Sprzeniewierzenia finansowe
Jedyną niezależną od Somozy grupą społeczną byli posiadacze plantacji kawy, którzy mając znaczną część najlepszych ziem uprawnych w Nikaragui w większy lub ograniczony sposób ignorowali rząd. W tej sytuacji postanowił wejść w posiadanie ich ziem nie bez stosowania rozmaitych wymuszeń, kupując je m.in. za połowę ceny rynkowej. Oprócz tego Somoza był posiadaczem ogromnych terytoriów niezamieszkanych, które przeznaczył na zbudowanie dróg sieć elektryczną i telefoniczną, co osiągnął bez wydawania jakiejkolwiek sumy pieniędzy, korzystając z roboty pracowników rządowych, projekty były natomiast finansowane z funduszy publicznych. Na każdego pracownika służby cywilnej nałożył obowiązek wpłacania 5% pensji na budżet centralny Narodowej Partii Liberalnej, z którego korzystał w sposób zupełnie swobodny do celów prywatnych.

### Przedłużenie kadencji

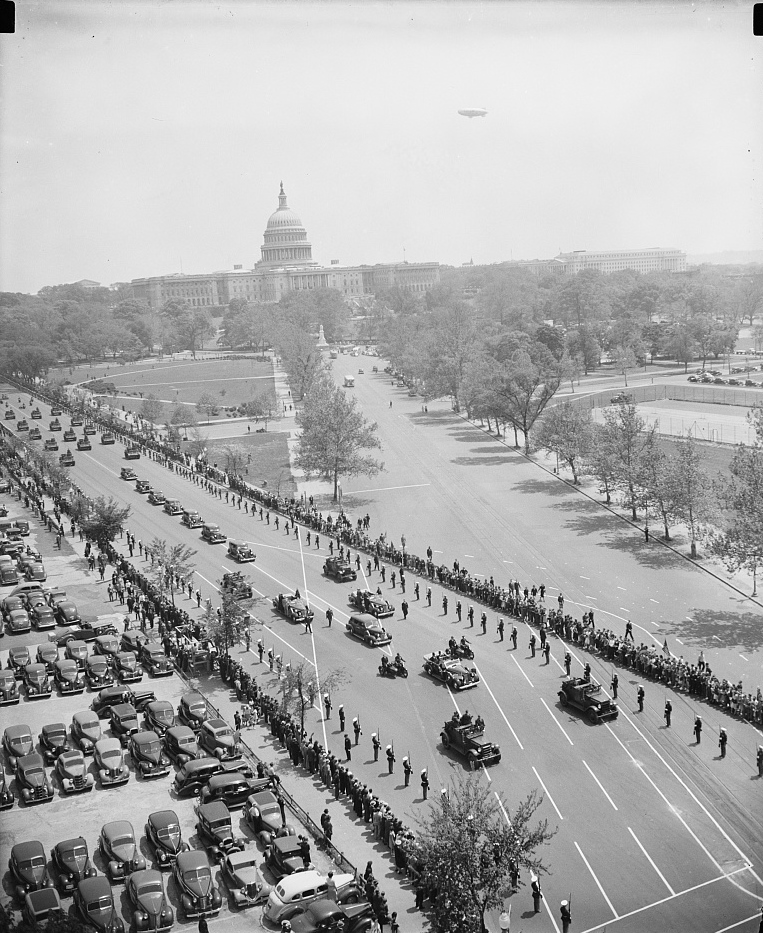
Przybycie Anastasio Somozy do Waszyngtonu przez Pennsylvania Avenue – 5 maja 1939.

Mimo malwersacji ekonomicznych prezydentura Somozy przebiegła stabilnie. W 1939 powziął zamiar „uaktualnienia” konstytucji w celu przedłużenia swej kadencji która w 1940 miała dobiec końca. Zmuszony przezeń kongres zwiększył uprawnienia Gwardii i wcielił w życie wydłużenie kadencji Somozy z 4 do 6 lat. Prezydent Stanów Zjednoczonych, Franklin Delano Roosevelt, zapytany w 1939 o stosunek USA do łamiącego prawa człowieka dyktatora rzekł: „Somoza może jest sk...synem, ale to nasz sk...syn” (ang.: „Somoza may be a son of a bitch, but he’s our son of a bitch.”). Cytat ten, wielokrotnie był potem powtarzany w różnych sytuacjach, na trwałe wchodząc do języka. Sam zaprosił Somozę do Białego Domu. Nikaraguański dyktator utrzymywał jak najściślejsze stosunki ze Stanami Zjednoczonymi. Na cześć amerykańskiego prezydenta nazwał jedną z centralnych ulic managuańskich Aleją Roosevelta.

### II wojna światowa: sojusznik aliantów
Początkowo Somoza ignorował niemieckie zbrodnie wojenne, lecz gdy USA wystosowało ostrzeżenie przed szpiegami nazistów Somoza (mimo zasług faszystowskich niebieskich koszul w zapewnieniu mu władzy) wydał rozporządzenie zabraniające jakiejkolwiek propagandy sympatyzującej z nazizmem. 8 grudnia 1941 – po japońskiej agresji na Pearl Harbour – wypowiedział wojnę Japonii, Niemcom i Włochom. Krok ten zapewnił mu rozległe profity w postaci m.in. amerykańskiej pomocy finansowej. W czasie II wojny światowej, dzięki nacjonalizacji terenów należących do nielicznych, ale bogatych niemieckich osadników, rodzina prezydenta Somozy stała się najbogatszą w kraju. Prócz tego kasę junty zasilały również wpływy z handlu bronią (przekazanej Nikaragui przez Stany Zjednoczone w ramach Lend-Lease Act). Armia Nikaragui miała mierny udział w walkach II wojny, mimo to dzięki pomocy amerykańskiej zyskała lotnictwo, małą flotę i nowy sprzęt militarny o wartości 2 000 000 dolarów. Do 1945 Somoza z kolei stał się posiadaczem 5 000 000 dolarów.

### Opozycja

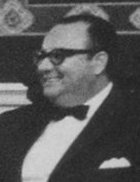
Anastasio Somoza Debayle (1925-1980) objął w 1967 niepodzielną dyktatorską władzę po śmierci współrządzącego z nim faktycznie brata Luisa

Mimo sukcesów podczas II wojny światowej opozycja zyskała coraz więcej zwolenników. Somoza otrzymywał informację o ugrupowaniach opozycyjnych, w szczególności tego kierowanego przez Carlosa Pasosa które miały zamiar zorganizować strajk generalny. W dniu potencjalnych zamieszek żołnierze aresztowali i osadzili w więzieniu przywódców opozycji. Przekonał kongres do przedłużenia ustawy zabraniającej reelekcji. Represje Somozy nie zapobiegły niepokojom i wywołały w całym społeczeństwie gwałtowne demonstracje. Carlos Pasos założył Partido Liberal Independiente (Liberalną Partię Niepodległości), po czym zrealizował najostrzejszą kampanię antysomozistowską w historii sześcioletniej prezydentury dyktatora. Cała Nikaragua stała się miejscem rozruchów do których wzywano zwyczajnych obywateli, a w szczególności przedsiębiorców i ich pracowników. Somoza odpowiedział siłą, wydając żołnierzom rozkaz aresztowanie każdego manifestanta i każdą osobę podejrzaną w uczestnictwo w jakimkolwiek stopniu w akcjach wywrotowych. 4 lipca 1945 zorganizował potężną paradę z okazji amerykańskiego Dnia Niepodległości w celu zademonstrowania wsparcia jakim cieszył dla USA. Wymusił też na kongresmenach przyjęcie ustaw pracowniczych o postępowym charakterze. W ten sposób złagodził wystąpienia opozycji, zapewniając sobie wolność w gromadzeniu pracowników w związki zawodowe które jednak kontrolował rząd.
Gwałtowny spadek popularności w kraju odbił się echem w Stanach Zjednoczonych. Departament Stanu nie wiedział, czy udzielić wsparcia dyktatorowi czy opozycji, przez co wizerunek Somozy został nadszarpnięty. Prezydent Nikaragui próbował przeciągnąć na swoją stronę dowódców ze Stanów Zjednoczonych wśród których posiadał wielu wiernych znajomych i sojuszników. Uprawiał równocześnie na szeroką skalę nepotyzm, m.in. dając fundamentalne funkcje w Gwardii członkom swej rodziny: szwagier Luis Manuel Debayle był pułkownikiem, jeden z nieślubnych synów Somozy należał do korpusu oficerskiego, najstarszy prawowity syn Luis był kapitanem Gwardii Narodowej, a młodszy syn Anastasio uczył się w Akademii Wojskowej w West Point.
29 listopada 1945 Somoza podpisał pisemne zobowiązanie m.in. wstrzymania się od ubiegania się o urząd prezydenta w nadchodzących wyborach na trzecią kadencję, przywrócenia ograniczonych przezeń swobód obywatelskich i zwrócenia wolności więźniom politycznym w celu pozyskania sobie poparcia dyplomatów Stanów Zjednoczonych. Więźniowie polityczny odzyskali wolność, zaś prawo do organizowania wieców przeciwrządowych ponownie funkcjonowało. Mimo to przystąpił do dokładnego zmieniania konstytucji aby zachować absolutne rządy w kraju. Na terytorium całej Nikaragui powierzył wiernym oficerom Gwardii główne urzędy i mianował swego syna Anastasio (wtedy już absolwenta Akademii Wojskowej w West Point) generałem Pierwszego Batalionu. Podejmował również szereg działań w celu obejścia amerykańskiego embarga na sprzedawanie broni Nikaragui.

### Leonardo Arguello
W nadchodzących wyborach partia Somozy planowała wystawić na kandydata byłego wiceprezydenta Enoca Aguado, spotkała się ona jednak z wetem dyktatora, który widział na tym stanowisku 71-letniego Leonardo Arguello Barreto w nadziei łatwego manipulowania nim z powodu jego podeszłego wieku. 2 lutego 1947 Nikaraguańczycy wzięli udział w wyborach, w których zwolennicy opozycji napotykali „biurokratyczne” utrudnienia w momencie, kiedy chcieli oddać głos, przez co ich rzesze nie mogło zagłosować w przeciwieństwie do elektoratu Arguello. 1 maja 1947 został on prezydentem kraju. Podjął próbę prowadzenia nie tylko niezależnej od dyktatora, ale także skierowanej przeciwko niemu polityki. O swoich planach poinformował Stany Zjednoczone, spotykając się z poparciem, a następnie usunął stronników Somozy ze służby publicznej i z ważnych stanowisk państwowych. Zagrożony przez niego Somoza początkowo wyraził słaby protest przy pomocy parady 3 zniszczonych czołgów przed pałacem prezydenckim, lecz wkrótce obsadził stanowiska zastępców prezydenta swoimi ludźmi, kiedy miał to zrobić Kongres, następnie zaś rozkazał komendantom wszystkich regionalnych baz militarnych stosować się do jego poleceń. Trzy tygodnie od elekcji prezydenta Somoza zorganizował zamach stanu: w pałacu prezydenckim odcięto linie telefoniczne, rankiem zaś Gwardia Narodowa wykonała nalot. Na oficerów Arguello nałożono areszt domowy, on sam natomiast schronił się w ambasadzie meksykańskiej. Po prawie dobie od jego obalenia Somoza wyjaśnił przyczynę zamachu jako próbę wprowadzenia przez Arguello dyktatury. Kongres mianował tymczasowym prezydentem Benjamina Lacayo Sacasę.
Początkowo amerykański prezydent Harry S. Truman zareagował na przewrót wojskowy, nakazując wycofanie się armii USA z Nikaragui i wstrzymaniem wszelkiego wsparcia militarnego. Niełaska Stanów Zjednoczonych nie trwała długo, zakończyła się ona skorzystaniem z oferty Somozy proponującego utworzenie na terenie jego państwa amerykańskich baz wojskowych. W 1948 Nikaragua była w bliskich stosunkach z większą częścią państw południowoamerykańskich oraz pozostawała w sojuszu z USA.

### Powrót do prezydentury

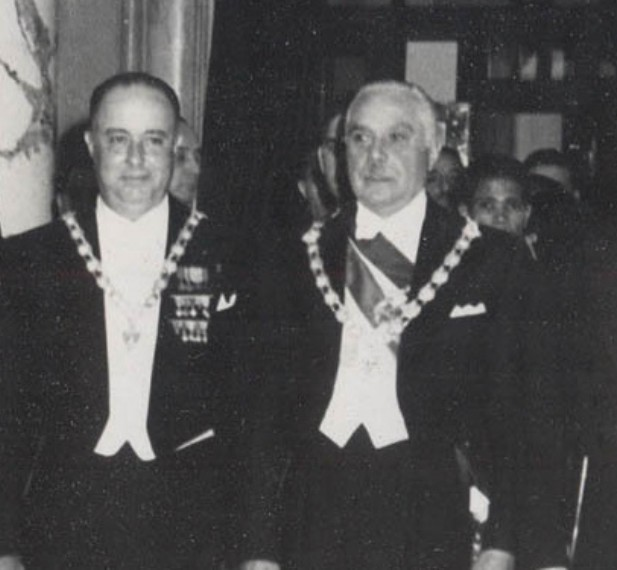
Anastasio Somoza i dominikański dyktator Rafael Leónidas Trujillo w 1952

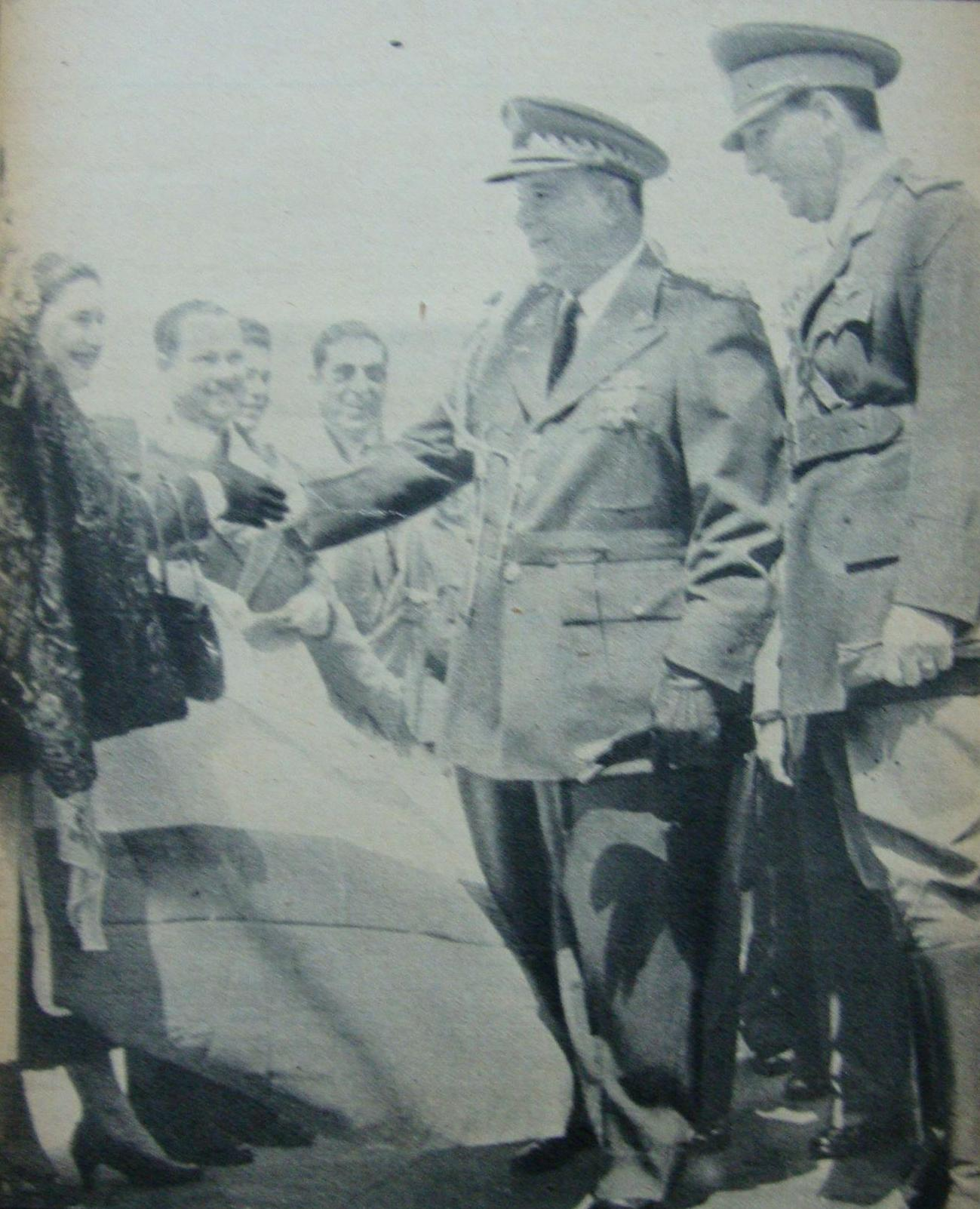
Anastasio Somoza i argentyński przywódca Juan Domingo Perón w 1953

Tymczasowego prezydenta Benjamina Lacayo Sacasę zastąpił wuj Anastasio Somozy – Víctor Manuel Román y Reyes. Dyktator wprowadził następne zmiany do konstytucji, dzięki którym mógł w przyszłości ponownie ubiegać się o prezydenturę. Już w 1950 atak serca pozbawił Romana Reyesa życia, a Kongres mianował Somozę prezydentem do końca kadencji zmarłego wuja. W następnych wyborach przytłaczająca liczba głosów zapewniła mu po raz trzeci urząd. Wcześniej przekupił opozycję, która zaakceptowała jego wybór w zamian za udział w podejmowaniu decyzji politycznych. Sprawował pełną kontrolę nad Partią Liberalną i w znacznym stopniu zniwelował działalność partii opozycyjnych. W zamian za uznanie swoich rządów przyznał Partii Konserwatywnej pod wodzą Emiliano Chamorro Vargasa ograniczoną liczbę miejsc w parlamencie. Prezydent USA Harry Truman poparł Somozę na stanowisku prezydenta.

### Konflikt z Kostaryką i upadek
Ugoda z opozycjonistami nie zapewniła stabilizacji Nikaragui, którą naruszył nieudany zamach na życie Somozy. Konserwatywny przywódca Emiliano Chamorro Vargas oraz prezydent Kostaryki José Figueres Ferrer zawiązali spisek przeciwko Somozie. W trakcie jednego z późnych spotkań Somozy w ambasadzie amerykańskiej miał on zostać uprowadzony. Intryga zakończyła się fiaskiem a Somoza wykrył i aresztował wszystkich podejrzanych o udział w spisku i skazał ich na śmierć bez procesu. Kazał również wytropić tych którzy próbowali uciec. Niewielu udało się ujść; sami Chamorro przedostał się do Kostaryki, którą Somoza w odwecie zaatakował 11 stycznia 1954. Gorliwe zaangażowanie Figueresa w obronę kraju i wsparcie przysłane dla niego przez Amerykanów spowodowało klęskę Somozy, którą przegrał kosztem wielkich strat zadanych nikaraguańskiej Gwardii Narodowej przez kostarykańskich partyzantów. Musiał wycofać swą armię do ojczyzny. Pozycją Somozy zachwiały również problemy ekonomiczne: dzięki niemu Nikaragua stała się państwem wyciągniętym z ubóstwa i jednym z najlepiej rozwijających się krajów w Ameryce Łacińskiej mimo tego musiał stanąć on w obliczu braku stabilizacji na rynkach międzynarodowych. Obniżył wtedy wartość córdoby – waluty Nikaragui – w wyniku czego nikaraguańska klasa średnia i robotnicza ze szczególnym uwzględnieniem drobnych przedsiębiorców poniosła poważne straty finansowe. Nie zważając na sytuację w kraju i malejące poparcie dla swoich rządów ogłosił, że po raz piąty wystartuje w wyborach prezydenckich.

### Zmierzch
21 września 1956 prezydent Somoza, przebywający z wizytą w mieście León, został postrzelony przez zamachowca, którym okazał się lewicowy poeta Rigoberto López Pérez. Ranny prezydent został na rozkaz nowego prezydenta USA Dwighta Eisenhowera przeniesiony helikopterem do Managui, a następnie do szpitala w Gorgas na terytorium Strefy Kanału Panamskiego, gdzie zmarł tydzień później. Władzę w kraju po śmierci prezydenta przejął jego syn, Luis Somoza Debayle.
Zamachowiec już wcześniej planował zamach z wielką starannością, m.in. ćwicząc strzelanie z rewolweru oraz śledził Somozę, poznając jego nawyki i miejsca, gdzie się zatrzymywał. W liście do matki napisał, że kierowało nim poczucie zakończenia dyktatury dowódcy Gwardii Narodowej. 14 września 1956 podjął próbę zamachu kiedy prezydent brał udział w obchodach setnej rocznicy pokonania amerykańskiego najeźdźcy Williama Walkera, lecz nie mógł zbliżyć się do prezydenta. Sześć dni później Somoza ogłosił w León swój zamiar kandydowania na urząd prezydenta po raz piąty, a jego sztab zorganizował w Casa del Obrero przyjęcie, w którym mógł uczestniczyć każdy. Z powodu panującego wtedy upału prezydencka ochrona miała uśpioną czujność, przez co López z łatwością podszedł do prezydenta oddając do niego 4 strzały, po czym sam zginął zastrzelony przez ochroniarzy.